# Cyprus Women's Cup 2013
De 7e editie van de Cyprus Women's Cup, een vrouwenvoetbaltoernooi voor landenteams, startte op 3 maart 2013 en eindigde op 14 maart 2013. 

## Wedstrijden

### 1e ronde

#### Poule A
| # | Land          | Wedstrijden | Wedstrijden | Wedstrijden | Wedstrijden | Doelpunten | Doelpunten | Doelpunten | Punten |
| - | ------------- | ----------- | ----------- | ----------- | ----------- | ---------- | ---------- | ---------- | ------ |
| # | Land          | G           | W           | G           | V           | V          | T          | Saldo      | Punten |
| 1 | Engeland      | 3           | 2           | 1           | 0           | 11         | 7          | +4         | 7      |
| 2 | Nieuw-Zeeland | 3           | 2           | 0           | 1           | 6          | 3          | +3         | 6      |
| 3 | Schotland     | 3           | 0           | 1           | 2           | 2          | 6          | -4         | 1      |
| 4 | Italië        | 3           | 0           | 0           | 2           | 1          | 7          | -6         | 1      |

|                    |               |       |           |                      |
| 6 maart 2013 14:30 | Nieuw-Zeeland | 1 – 0 | Schotland | GSP Stadium, Nicosia |
| 6 maart 2013 14:30 | Hearn 26'     |       |           | GSP Stadium, Nicosia |

|                    |                                               |       |                    |                      |
| 6 maart 2013 17:30 | Engeland                                      | 4 – 2 | Italië             | GSP Stadium, Nicosia |
| 6 maart 2013 17:30 | Nobbs 8' Houghton 30' Clarke 33' E. White 84' |       | Camporese 17', 27' | GSP Stadium, Nicosia |

|                    |                         |       |        |                      |
| 8 maart 2013 14:30 | Nieuw-Zeeland           | 2 – 0 | Italië | GSZ Stadium, Larnaca |
| 8 maart 2013 14:30 | Wilkinson 65' Green 71' |       |        | GSZ Stadium, Larnaca |

|                    |                                            |       |                                                  |                      |
| 8 maart 2013 17:30 | Schotland                                  | 4 – 4 | Engeland                                         | GSZ Stadium, Larnaca |
| 8 maart 2013 17:30 | Evans 18' Ross 49' Little 51' Mitchell 83' |       | E. White 40' Duggan 45+1' Williams 74' Smith 78' | GSZ Stadium, Larnaca |

|                     |                                |       |               |                      |
| 11 maart 2013 14:30 | Engeland                       | 3 – 1 | Nieuw-Zeeland | GSZ Stadium, Larnaca |
| 11 maart 2013 14:30 | White 71' Aluko 72' Duggan 90' |       | Hearn 7'      | GSZ Stadium, Larnaca |

|                     |          |       |                      |                      |
| 11 maart 2013 14:30 | Italië   | 1 – 2 | Schotland            | GSP Stadium, Nicosia |
| 11 maart 2013 14:30 | Gama 75' |       | J.Ross 17' Jones 63' | GSP Stadium, Nicosia |

#### Poule B
| # | Land        | Wedstrijden | Wedstrijden | Wedstrijden | Wedstrijden | Doelpunten | Doelpunten | Doelpunten | Punten |
| - | ----------- | ----------- | ----------- | ----------- | ----------- | ---------- | ---------- | ---------- | ------ |
| # | Land        | G           | W           | G           | V           | V          | T          | Saldo      | Punten |
| 1 | Canada      | 3           | 3           | 0           | 0           | 5          | 1          | +4         | 9      |
| 2 | Zwitserland | 3           | 1           | 1           | 1           | 4          | 5          | -1         | 4      |
| 3 | Nederland   | 3           | 0           | 2           | 1           | 2          | 3          | -1         | 2      |
| 4 | Finland     | 3           | 0           | 1           | 2           | 4          | 6          | -5         | 1      |

|                    |                         |       |             |                                       |
| 6 maart 2013 14:30 | Canada                  | 2 – 0 | Zwitserland | GSZ Stadium, Larnaca Toeschouwers: 50 |
| 6 maart 2013 14:30 | Schmidt 2' Matheson 79' |       |             | GSZ Stadium, Larnaca Toeschouwers: 50 |

|                    |             |       |                 |                      |
| 6 maart 2013 17:30 | Finland     | 1 – 1 | Nederland       | GSZ Stadium, Larnaca |
| 6 maart 2013 17:30 | Talonen 36' |       | van de Donk 83' | GSZ Stadium, Larnaca |

|                    |              |       |             |                      |
| 8 maart 2013 14:30 | Zwitserland  | 1 – 1 | Nederland   | GSP Stadium, Nicosia |
| 8 maart 2013 14:30 | Bachmann 24' |       | Martens 12' | GSP Stadium, Nicosia |

|                    |           |       |                                 |                      |
| 8 maart 2013 17:30 | Finland   | 1 – 2 | Canada                          | GSP Stadium, Nicosia |
| 8 maart 2013 17:30 | Alanen 6' |       | Filigno 29' Sinclair 37' (pen.) | GSP Stadium, Nicosia |

|                     |                       |       |                                         |                      |
| 11 maart 2013 17:30 | Finland               | 2 – 3 | Zwitserland                             | GSZ Stadium, Larnaca |
| 11 maart 2013 17:30 | Saari 17' Talonen 25' |       | Bachmann 1' Dickenmann 45' Bernauer 63' | GSZ Stadium, Larnaca |

|                     |           |              |        |                      |
| 11 maart 2013 17:30 | Nederland | 0 – 1        | Canada | GSP Stadium, Nicosia |
| 11 maart 2013 17:30 |           | Sinclair 43' |        | GSP Stadium, Nicosia |

#### Poule C
| # | Land          | Wedstrijden | Wedstrijden | Wedstrijden | Wedstrijden | Doelpunten | Doelpunten | Doelpunten | Punten |
| - | ------------- | ----------- | ----------- | ----------- | ----------- | ---------- | ---------- | ---------- | ------ |
| # | Land          | G           | W           | G           | V           | V          | T          | Saldo      | Punten |
| 1 | Ierland       | 3           | 2           | 1           | 0           | 6          | 1          | +5         | 7      |
| 2 | Zuid-Korea    | 3           | 2           | 1           | 0           | 5          | 0          | +5         | 7      |
| 3 | Zuid-Afrika   | 3           | 1           | 0           | 2           | 2          | 4          | -2         | 3      |
| 4 | Noord-Ierland | 3           | 0           | 0           | 3           | 2          | 10         | -8         | 0      |

|                    |                                |       |             |                         |
| 6 maart 2013 14:30 | Zuid-Korea                     | 2 – 0 | Zuid-Afrika | Tasos Markou, Paralimni |
| 6 maart 2013 14:30 | Ji So-Yun 15' Jeoun Eun-Ha 56' |       |             | Tasos Markou, Paralimni |

|                    |                                                              |       |               |                         |
| 6 maart 2013 17:30 | Ierland                                                      | 5 – 1 | Noord-Ierland | Tasos Markou, Paralimni |
| 6 maart 2013 17:30 | Caldwell 11' Quinn 27' Campbell 71' Smyth 77' Littlejohn 90' |       | McShane 60'   | Tasos Markou, Paralimni |

|                    |              |       |             |                         |
| 8 maart 2013 14:30 | Ierland      | 1 – 0 | Zuid-Afrika | Tasos Markou, Paralimni |
| 8 maart 2013 14:30 | O'Gorman 52' |       |             | Tasos Markou, Paralimni |

|                    |                                               |       |               |                         |
| 8 maart 2013 17:30 | Zuid-Korea                                    | 3 – 0 | Noord-Ierland | Tasos Markou, Paralimni |
| 8 maart 2013 17:30 | Ji So-Yun 11' Kim Sang-Eun 63' Lee Eun-Mi 68' |       |               | Tasos Markou, Paralimni |

|                     |                            |       |               |                         |
| 11 maart 2013 14:30 | Zuid-Afrika                | 2 – 1 | Noord-Ierland | Tasos Markou, Paralimni |
| 11 maart 2013 14:30 | Moodaly 65' Seoposenwe 68' |       | Shepherd 85'  | Tasos Markou, Paralimni |

|                     |            |       |         |                         |
| 11 maart 2013 17:30 | Zuid-Korea | 0 – 0 | Ierland | Tasos Markou, Paralimni |
| 11 maart 2013 17:30 |            |       |         | Tasos Markou, Paralimni |

## Finale matchen

### 11e plaats
|               |               |       |               |  |
| 13 maart 2013 | Zuid-Afrika   | 1 - 1 | Noord-Ierland |  |
| 13 maart 2013 | Skiti 89'     |       | Nelson 2'     |  |
| 13 maart 2013 | Strafschoppen |       |               |  |
| 13 maart 2013 | 5 - 4         |       |               |  |

### 9e plaats
|               |            |              |        |  |
| 13 maart 2013 | Zuid-Korea | 0 - 1        | Italië |  |
| 13 maart 2013 |            | Bonansea 56' |        |  |

### 7e plaats
|               |         |             |         |  |
| 13 maart 2013 | Ierland | 0 - 1       | Finland |  |
| 13 maart 2013 |         | Talonen 20' |         |  |

### 5e plaats
|               |            |       |           |  |
| 13 maart 2013 | Schotland  | 1 - 0 | Nederland |  |
| 13 maart 2013 | Little 29' |       |           |  |

### 3e plaats
|               |                           |       |                  |  |
| 13 maart 2013 | Nieuw-Zeeland             | 2 - 1 | Zwitserland      |  |
| 13 maart 2013 | Hassett 85' Wilkinson 87' |       | Crnogorčević 23' |  |

### Finale
|               |            |              |        |  |
| 13 maart 2013 | Engeland   | 1 - 0        | Canada |  |
| 13 maart 2013 | Yankey 70' | (en) Verslag |        |  |

## Eindrangschikking
| rang   | land          |
| ------ | ------------- |
| Goud   | Engeland      |
| Zilver | Canada        |
| Brons  | Nieuw-Zeeland |
| 4.     | Zwitserland   |
| 5.     | Schotland     |
| 6.     | Nederland     |
| 7.     | Finland       |
| 8.     | Ierland       |
| 9.     | Italië        |
| 10.    | Zuid-Korea    |
| 11.    | Zuid-Afrika   |
| 12.    | Noord-Ierland |

2008 · 2009 · 2010 · 2011 · 2012 · 2013 · 2014 · 2015 · 2016 · 2017 · 2018 · 2019 · 2020 · 2021